# 石黑彩
石黑彩（日语：／ Ishiguro Aya，1978年5月12日—），日本北海道札幌市中央區出身，女子偶像團體早安少女組。的前成員(第1期)，血型A型。現所属事務所為Aクラッチ。
2000年1月，在早安少女組的黃金時期以「想向時裝設計之道前進」為由而畢業離隊(在團時間僅兩年多，在至今所有畢業成員中倒數第三，只比福田明日香和市井紗耶香還多而已。)，同年與搖滾樂團LUNA SEA的鼓手真矢結婚並成為專職主婦。
育有三名子女，後來曾出版育兒記錄的隨筆書籍，也以主婦身分再度展開藝能活動。

## 簡歷
- 1997年 - 在東京電視台節目『ASAYAN』中舉辦的『射亂Q搖滾女主唱選拔賽(シャ乱Qロックボーカリストオーディション)』中落選（優勝者為平家充代）。與另外四名落選參與者——中澤裕子、飯田圭織、安倍夏美、福田明日香完成在五日內銷售出五萬張單曲唱片《愛的種子》（愛の種）的條件，並組成早安少女組。
- 1998年 
  - 1月28日 - 以「Morning Coffee」（モーニングコーヒー）一曲正式出道。
  - 10月 - 與飯田圭織，矢口真里組成小組合蒲公英。
  - 12月31日 - 榮獲第40屆日本唱片大賞最優秀新人賞，並首次於NHK的《紅白歌合戰》出場演出。
- 2000年1月 - 以「向時裝設計之道前進」為理由從早安少女組引退。5月與真矢成婚。11月 長女・玲夢（りむ）出生。
- 2002年9月 - 次女・宙奈（そな）出生。
- 2003年12月 -結婚後於東海電視台・富士電視台系列所廣播的「アイアン主婦決定戦」進行首次的電視演出。
- 2003年 - 於第一回キッチンニスト大賞（表揚愛好料理的著名人士）獲獎。
- 2004年4月 - 在TBS電視節目「はぴひる!」中，發表懷有第3名孩子。
- 2004年8月 - 長男耀太（ようた）出生。
- 2005年5月 - 和真矢於出雲大社舉行正式婚禮。

## 書籍
- （2003年9月1日角川書店） ISBN 4-04-883835-0
- （2004年11月20日光文社） ISBN 4-334-97468-6

附有由飯田圭織撰寫的書序。

## 外部連結
- ASAYAN公式HP （页面存档备份，存于）
- Aクラッチ內個人資料頁
- 石黒彩　個人部落格 （页面存档备份，存于）